# Caesalpinia paraguariensis
Caesalpinia paraguariensis là một loài thực vật có hoa trong họ Đậu. Loài này được (Parodi) Burkart miêu tả khoa học đầu tiên. Chúng được tìm thấy ở Argentina, Bolivia, Brazil, và Paraguay.

## Hình ảnh

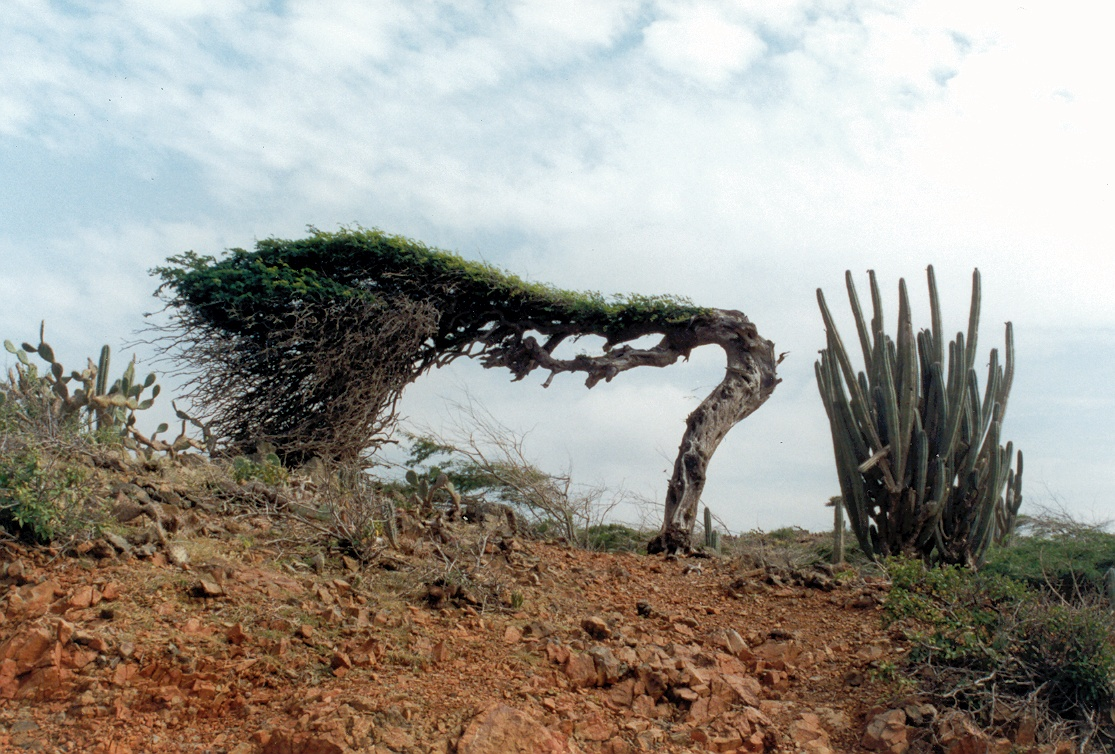